# 鲁迦堪布·益喜噶丹绕布吉
鲁迦堪布·益喜噶丹绕布吉（？—？）民族及籍贯不详，第四世鲁迦堪布。

## 生平
益喜噶丹绕布吉是继第三世鲁迦堪布益喜图丹达吉之后的第四世鲁迦堪布。其后有第五世鲁迦堪布噶桑格勒嘉措。